# Pelagio Pallavicino
Pelagio Pallavicino (XII secolo – 1228), priore del capitolo dei canonici della cattedrale di Nocera Umbra, fu eletto successore di San Rinaldo nel governo della diocesi.

## Biografia
Sebbene avesse ricevuto il priorato, che era la prima dignità tra i canonici per le sue capacità di governo e saggezza, era probabilmente di condizione sociale molto modesta, in quanto alla morte di Rinaldo, ed eletto vescovo dal Capitolo, non aveva né denari, né un cavallo proprio  per andare a Roma a ricevere la consacrazione dal Papa, come era in uso a quel tempo. Infatti, con atto notarile, si fece prestare i denari occorrenti dai monaci benedettini del monastero di San Pietro di Landolina sulle montagne di Nocera, abbuonando per cento e uno anni le decime dovute al vescovado nocerino da quei monaci.
Proclamato il predecessore Rinaldo santo a voce di popolo, con processo canonico e raccolta  di numerosissimi testi, ne approvò il culto.
Durante il suo episcopato fu incaricato dalla Sede Apostolica di dirimere molte controversie in ambito ecclesiale, segno del riconoscimento  da parte della Chiesa istituzionale delle sue particolari doti. Fu vescovo  di Nocera per circa dieci anni: gli succedette il vescovo Costanzo.